# Koto-uta
Koto-uta is een compositie van de Japanse componist Toshio Hosokawa. Het is gecomponeerd in 1999, maar is eigenlijk een lied dat meer thuishoort in de 17e eeuw.
Koto-uta betekent Kotolied. De compositie is dan ook geschreven voor zangstem en koto. De muziek is geschreven als muziek ten tijde van de Edoperiode. De muziek is tempoloos, men probeerde indruk te maken door beheersing. Dit is terug te vinden in de eerste anderhalve minuut van Koto-uta. De koto speelt daar solo, maar brengt slechts 3 tonen voort. De tweede toon wordt pas gespeeld als de eerste toon volledig is weggestorven; voor de derde toon geldt dat de tweede geheel weggestorven moet zijn. Het tempo is daarmee langzamer dat enige tempoaanduiding binnen de Westerse klassieke muziek. De enige mogelijke vergelijking is de muziek van Morton Feldman, die muziek componeerde waarbij het lijkt of de uitvoerend musicus elke te spelen toon eerst uitvoerig bestuderen moet. De koto heeft als tokkelinstrument een klank gelijk aan de harp. De vrij luide aanslag sterft direct weg, maar blijft in het haast niet hoorbare segment lang doorklinken.
Daartegenover staat de zangstem. Deze partij zingt, behalve het intro en een klein intermezzo, continu. De zangstem, die maar vijf regels hoeft te zingen doet daar acht minuten over. Ook hier is traagheid troef. In tegenstelling tot de kotoïst zingt zij zeer lang uitgesponnen tonen. Het heeft het gehoor de indruk dat zij tekstloos zingt.
In tegenstelling tot wat men puur op het geluid afgaand denkt, wordt een liefdeslied gezongen. De tekst is gehaald uit Manyoshu uit de periode rondom het jaar 760; het is geschreven door Sanu no Chigami no Otome (vr.).

## Tekst
- Ajimano ni
- yadoreru kimi ga
- kaerikomu
- toki no mukae wo
- itsu tika matamu

## Vertaling naar hetEngels
- In Ajimano
- my lover bides.
- Will he return?
- How long must I
- still wait for him.

De compositie is geschreven in opdracht van een internationaal festival te Takefu, vroeger Ajimano geheten, een stad in prefectuur Fukui.

## Bron en discografie
- Uitgave Kairos: Kyoko Kawamura, zang en koto